# Suddivisione amministrativa del Gansu
La provincia del Gansu è suddivisa amministrativamente nei seguenti tre livelli:
- 14 prefetture (地区 dìqū), di cui:
  - 12 città con status di prefettura
  - 2 prefetture autonome
- 86 contee (县 xiàn), di cui:
  - 4 città con status di contea (县级市 xiànjíshì)
  - 58 contee
  - 7 contee autonome (自治县 zìzhìxiàn)
  - 17 distretti (市辖区 shìxiáqū)
- 1348 città (镇 zhèn), di cui: 
  - 457 città (镇 zhèn)
  - 740 comuni (乡 xiāng)
  - 30 comuni etnici (民族乡 mínzúxiāng)
  - 121 sotto-distretti (街道办事处 jiēdàobànshìchù)

| Prefetture                                                                    | Contee e distretti                                                                                                | Contee e distretti                                                                                                | Contee e distretti                                                                                                |
| Prefetture                                                                    | Nome | Cinese (S) | Pinyin |
| ----------------------------------------------------------------------------- | --- | --- | --- |
| Lanzhou 兰州市 Lánzhōu Shì                                                    | Distretto di Chengguan                                                                                            | 城关区 | Chéngguān Qū |
| Lanzhou 兰州市 Lánzhōu Shì                                                    | Distretto di Qilihe                                                                                               | 七里河区 | Qīlǐhé Qū |
| Lanzhou 兰州市 Lánzhōu Shì                                                    | Distretto di Xigu                                                                                                 | 西固区 | Xīgù Qū |
| Lanzhou 兰州市 Lánzhōu Shì                                                    | Distretto di Anning                                                                                               | 安宁区 | Ānníng Qū |
| Lanzhou 兰州市 Lánzhōu Shì                                                    | Distretto di Honggu                                                                                               | 红古区 | Hónggǔ Qū |
| Lanzhou 兰州市 Lánzhōu Shì                                                    | Contea di Yongdeng                                                                                                | 永登县 | Yǒngdēng Xiàn |
| Lanzhou 兰州市 Lánzhōu Shì                                                    | Contea di Gaolan                                                                                                  | 皋兰县 | Gāolán Xiàn |
| Lanzhou 兰州市 Lánzhōu Shì                                                    | Contea di Yuzhong                                                                                                 | 榆中县 | Yúzhōng Xiàn |
| Jiayuguan 嘉峪关市 Jiāyùguān Shì                                              | Nessuna suddivisione in contee. La città amministra direttamente 9 entità locali (6 sottodistretti e 3 township). | Nessuna suddivisione in contee. La città amministra direttamente 9 entità locali (6 sottodistretti e 3 township). | Nessuna suddivisione in contee. La città amministra direttamente 9 entità locali (6 sottodistretti e 3 township). |
| Jinchang 金昌市 Jīnchāng Shì                                                  | Distretto di Jinchuan                                                                                             | 金川区 | Jīnchuān Qū |
| Jinchang 金昌市 Jīnchāng Shì                                                  | Contea di Yongchang                                                                                               | 永昌县 | Yǒngchāng Xiàn |
| Baiyin 白银市 Báiyín Shì                                                      | Distretto di Baiyin                                                                                               | 白银区 | Báiyín Qū |
| Baiyin 白银市 Báiyín Shì                                                      | Distretto di Pingchuan                                                                                            | 平川区 | Píngchuān Qū |
| Baiyin 白银市 Báiyín Shì                                                      | Contea di Jingyuan                                                                                                | 靖远县 | Jìngyuǎn Xiàn |
| Baiyin 白银市 Báiyín Shì                                                      | Contea di Huining                                                                                                 | 会宁县 | Huìníng Xiàn |
| Baiyin 白银市 Báiyín Shì                                                      | Contea di Jingtai                                                                                                 | 景泰县 | Jǐngtài Xiàn |
| Tianshui 天水市 Tiānshuǐ Shì                                                  | Distretto di Qinzhou                                                                                              | 秦州区 | Qínzhōu Qū |
| Tianshui 天水市 Tiānshuǐ Shì                                                  | Distretto di Maiji                                                                                                | 麦积区 | Màijī Qū |
| Tianshui 天水市 Tiānshuǐ Shì                                                  | Contea di Qingshui                                                                                                | 清水县 | Qīngshuǐ Xiàn |
| Tianshui 天水市 Tiānshuǐ Shì                                                  | Contea di Qin'an                                                                                                  | 秦安县 | Qín'ān Xiàn |
| Tianshui 天水市 Tiānshuǐ Shì                                                  | Contea di Gangu                                                                                                   | 甘谷县 | Gāngǔ Xiàn |
| Tianshui 天水市 Tiānshuǐ Shì                                                  | Contea di Wushan                                                                                                  | 武山县 | Wǔshān Xiàn |
| Tianshui 天水市 Tiānshuǐ Shì                                                  | Contea autonoma hui di Zhangjiachuan                                                                              | 张家川回族自治县                                                                                                  | Zhāngjiāchuān Huízú Zìzhìxiàn                                                                                     |
| Wuwei 武威市 Wǔwēi Shì                                                        | Distretto di Liangzhou                                                                                            | 凉州区 | Liángzhōu Qū |
| Wuwei 武威市 Wǔwēi Shì                                                        | Contea di Minqin                                                                                                  | 民勤县 | Mínqín Xiàn |
| Wuwei 武威市 Wǔwēi Shì                                                        | Contea di Gulang                                                                                                  | 古浪县 | Gǔlàng Xiàn |
| Wuwei 武威市 Wǔwēi Shì                                                        | Contea autonoma tibetana di Tianzhu                                                                               | 天祝藏族自治县 | Tiānzhù Zàngzú Zìzhìxiàn                                                                                          |
| Jiuquan 酒泉市 Jiǔquán Shì                                                    | Distretto di Suzhou                                                                                               | 肃州区 | Sùzhōu Qū |
| Jiuquan 酒泉市 Jiǔquán Shì                                                    | Yumen | 玉门市 | Yùmén Shì |
| Jiuquan 酒泉市 Jiǔquán Shì                                                    | Dunhuang | 敦煌市 | Dūnhuáng Shì |
| Jiuquan 酒泉市 Jiǔquán Shì                                                    | Contea di Jinta                                                                                                   | 金塔县 | Jīntǎ Xiàn |
| Jiuquan 酒泉市 Jiǔquán Shì                                                    | Contea di Guazhou                                                                                                 | 瓜州县 | Guāzhōu Xiàn |
| Jiuquan 酒泉市 Jiǔquán Shì                                                    | Contea autonoma di Subei                                                                                          | 肃北蒙古族自治县                                                                                                  | Sùběi Měnggǔzú Zìzhìxiàn                                                                                          |
| Jiuquan 酒泉市 Jiǔquán Shì                                                    | Contea autonoma kazaka di Aksai                                                                                   | 阿克塞哈萨克族自治县                                                                                              | Ākèsài Hāsàkèzú Zìzhìxiàn                                                                                         |
| Zhangye 张掖市 Zhāngyè Shì                                                    | Distretto di Ganzhou                                                                                              | 甘州区 | Gānzhōu Qū |
| Zhangye 张掖市 Zhāngyè Shì                                                    | Contea di Minle                                                                                                   | 民乐县 | Mínlè Xiàn |
| Zhangye 张掖市 Zhāngyè Shì                                                    | Contea di Linze                                                                                                   | 临泽县 | Línzé Xiàn |
| Zhangye 张掖市 Zhāngyè Shì                                                    | Contea di Gaotai                                                                                                  | 高台县 | Gāotái Xiàn |
| Zhangye 张掖市 Zhāngyè Shì                                                    | Shandan County | 山丹县 | Shāndān Xiàn |
| Zhangye 张掖市 Zhāngyè Shì                                                    | Contea autonoma di Sunan                                                                                          | 肃南裕固族自治县                                                                                                  | Sùnán Yùgùzú Zìzhìxiàn                                                                                            |
| Qingyang 庆阳市 Qìngyáng Shì                                                  | Distretto di Xifeng                                                                                               | 西峰区 | Xīfēng Qū |
| Qingyang 庆阳市 Qìngyáng Shì                                                  | Contea di Qingcheng                                                                                               | 庆城县 | Qìngchéng Xiàn |
| Qingyang 庆阳市 Qìngyáng Shì                                                  | Contea di Huan | 环县 | Huán Xiàn |
| Qingyang 庆阳市 Qìngyáng Shì                                                  | Contea di Huachi                                                                                                  | 华池县 | Huáchí Xiàn |
| Qingyang 庆阳市 Qìngyáng Shì                                                  | Contea di Heshui                                                                                                  | 合水县 | Héshuǐ Xiàn |
| Qingyang 庆阳市 Qìngyáng Shì                                                  | Contea di Zhengning                                                                                               | 正宁县 | Zhèngníng Xiàn |
| Qingyang 庆阳市 Qìngyáng Shì                                                  | Contea di Ning | 宁县 | Níng Xiàn |
| Qingyang 庆阳市 Qìngyáng Shì                                                  | Contea di Zhenyuan                                                                                                | 镇原县 | Zhènyuán Xiàn |
| Pingliang 平凉市 Píngliáng Shì                                                | Distretto di Kongtong                                                                                             | 崆峒区 | Kōngtóng Qū |
| Pingliang 平凉市 Píngliáng Shì                                                | Contea di Jingchuan                                                                                               | 泾川县 | Jīngchuān Xiàn |
| Pingliang 平凉市 Píngliáng Shì                                                | Contea di Lingtai                                                                                                 | 灵台县 | Língtái Xiàn |
| Pingliang 平凉市 Píngliáng Shì                                                | Contea di Chongxin                                                                                                | 崇信县 | Chóngxìn Xiàn |
| Pingliang 平凉市 Píngliáng Shì                                                | Contea di Huating                                                                                                 | 华亭县 | Huátíng Xiàn |
| Pingliang 平凉市 Píngliáng Shì                                                | Contea di Zhuanglang                                                                                              | 庄浪县 | Zhuānglàng Xiàn                                                                                                   |
| Pingliang 平凉市 Píngliáng Shì                                                | Contea di Jingning                                                                                                | 静宁县 | Jìngníng Xiàn |
| Dingxi 定西市 Dìngxī Shì                                                      | Distretto di Anding                                                                                               | 安定区 | Āndìng Qū |
| Dingxi 定西市 Dìngxī Shì                                                      | Contea di Tongwei                                                                                                 | 通渭县 | Tōngwèi Xiàn |
| Dingxi 定西市 Dìngxī Shì                                                      | Contea di Lintao                                                                                                  | 临洮县 | Líntáo Xiàn |
| Dingxi 定西市 Dìngxī Shì                                                      | Contea di Zhang                                                                                                   | 漳县 | Zhāng Xiàn |
| Dingxi 定西市 Dìngxī Shì                                                      | Contea di Min | 岷县 | Mín Xiàn |
| Dingxi 定西市 Dìngxī Shì                                                      | Contea di Weiyuan                                                                                                 | 渭源县 | Wèiyuán Xiàn |
| Dingxi 定西市 Dìngxī Shì                                                      | Contea di Longxi                                                                                                  | 陇西县 | Lǒngxī Xiàn |
| Longnan 陇南市 Lǒngnán Shì                                                    | Distretto di Wudu                                                                                                 | 武都区 | Wǔdū Qū |
| Longnan 陇南市 Lǒngnán Shì                                                    | Contea di Cheng                                                                                                   | 成县 | Chéng Xiàn |
| Longnan 陇南市 Lǒngnán Shì                                                    | Contea di Dangchang                                                                                               | 宕昌县 | Dàngchāng Xiàn |
| Longnan 陇南市 Lǒngnán Shì                                                    | Contea di Kang | 康县 | Kāng Xiàn |
| Longnan 陇南市 Lǒngnán Shì                                                    | Contea di Wen | 文县 | Wén Xiàn |
| Longnan 陇南市 Lǒngnán Shì                                                    | Contea di Xihe | 西和县 | Xīhé Xiàn |
| Longnan 陇南市 Lǒngnán Shì                                                    | Contea di Li | 礼县 | Lǐ Xiàn |
| Longnan 陇南市 Lǒngnán Shì                                                    | Contea di Liangdang                                                                                               | 两当县 | Liǎngdāng Xiàn |
| Longnan 陇南市 Lǒngnán Shì                                                    | Contea di Hui | 徽县 | Huī Xiàn |
| Prefettura autonoma Hui di Linxia 临夏回族自治州 Línxià Huizù Zìzhìzhōu       | Linxia | 临夏市 | Línxià Shì |
| Prefettura autonoma Hui di Linxia 临夏回族自治州 Línxià Huizù Zìzhìzhōu       | Contea di Linxia                                                                                                  | 临夏县 | Línxià Xiàn |
| Prefettura autonoma Hui di Linxia 临夏回族自治州 Línxià Huizù Zìzhìzhōu       | Contea di Kangle                                                                                                  | 康乐县 | Kānglè Xiàn |
| Prefettura autonoma Hui di Linxia 临夏回族自治州 Línxià Huizù Zìzhìzhōu       | Contea di Yongjing                                                                                                | 永靖县 | Yǒngjìng Xiàn |
| Prefettura autonoma Hui di Linxia 临夏回族自治州 Línxià Huizù Zìzhìzhōu       | Contea di Guanghe                                                                                                 | 广河县 | Guǎnghé Xiàn |
| Prefettura autonoma Hui di Linxia 临夏回族自治州 Línxià Huizù Zìzhìzhōu       | Contea di Hezheng                                                                                                 | 和政县 | Hézhèng Xiàn |
| Prefettura autonoma Hui di Linxia 临夏回族自治州 Línxià Huizù Zìzhìzhōu       | Contea autonoma di Dongxiang                                                                                      | 东乡族自治县 | Dōngxiāngzú Zìzhìxiàn                                                                                             |
| Prefettura autonoma Hui di Linxia 临夏回族自治州 Línxià Huizù Zìzhìzhōu       | Contea autonoma Bonan, Dongxiang e Salar di Jishishan                                                             | 积石山保安族东乡族 撒拉族自治县                                                                                   | Jīshíshān Bǎo'ānzú Dōngxiāngzú Sālāzú Zìzhìxiàn                                                                   |
| Prefettura autonoma tibetana di Gannan 甘南藏族自治州 Gānnán Zàngzú Zìzhìzhōu | Hezuo | 合作市 | Hézuò Shì |
| Prefettura autonoma tibetana di Gannan 甘南藏族自治州 Gānnán Zàngzú Zìzhìzhōu | Contea di Lintan                                                                                                  | 临潭县 | Líntán Xiàn |
| Prefettura autonoma tibetana di Gannan 甘南藏族自治州 Gānnán Zàngzú Zìzhìzhōu | Contea di Jonê | 卓尼县 | Zhuóní Xiàn |
| Prefettura autonoma tibetana di Gannan 甘南藏族自治州 Gānnán Zàngzú Zìzhìzhōu | Contea di Zhugqu                                                                                                  | 舟曲县 | Zhōuqū Xiàn |
| Prefettura autonoma tibetana di Gannan 甘南藏族自治州 Gānnán Zàngzú Zìzhìzhōu | Contea di Têwo | 迭部县 | Diébù Xiàn |
| Prefettura autonoma tibetana di Gannan 甘南藏族自治州 Gānnán Zàngzú Zìzhìzhōu | Contea di Maqu | 玛曲县 | Mǎqū Xiàn |
| Prefettura autonoma tibetana di Gannan 甘南藏族自治州 Gānnán Zàngzú Zìzhìzhōu | Contea di Luqu | 碌曲县 | Lùqū Xiàn |
| Prefettura autonoma tibetana di Gannan 甘南藏族自治州 Gānnán Zàngzú Zìzhìzhōu | Contea di Xiahe                                                                                                   | 夏河县 | Xiàhé Xiàn |